# Crise berbériste
La crise berbériste de 1949 à 1954 au sein du  Mouvement pour le triomphe des libertés démocratiques (MTLD) est une crise interne provoquée par le désaccord des militants avec la direction du parti sur la définition d'une Algérie arabe et musulmane et la place de l'élément berbère.
Les militants voulaient une Algérie algérienne qui serait multiethnique, reconnaisse toutes les composantes du pays, y compris le berbérisme. Lors de cette crise, au MTLD, la fédération de France du MTLD fit voter une motion allant à l'encontre des idées du parti : « Algérie algérienne conçue comme arabo-musulmane ».